# Hrabstwo Burnet

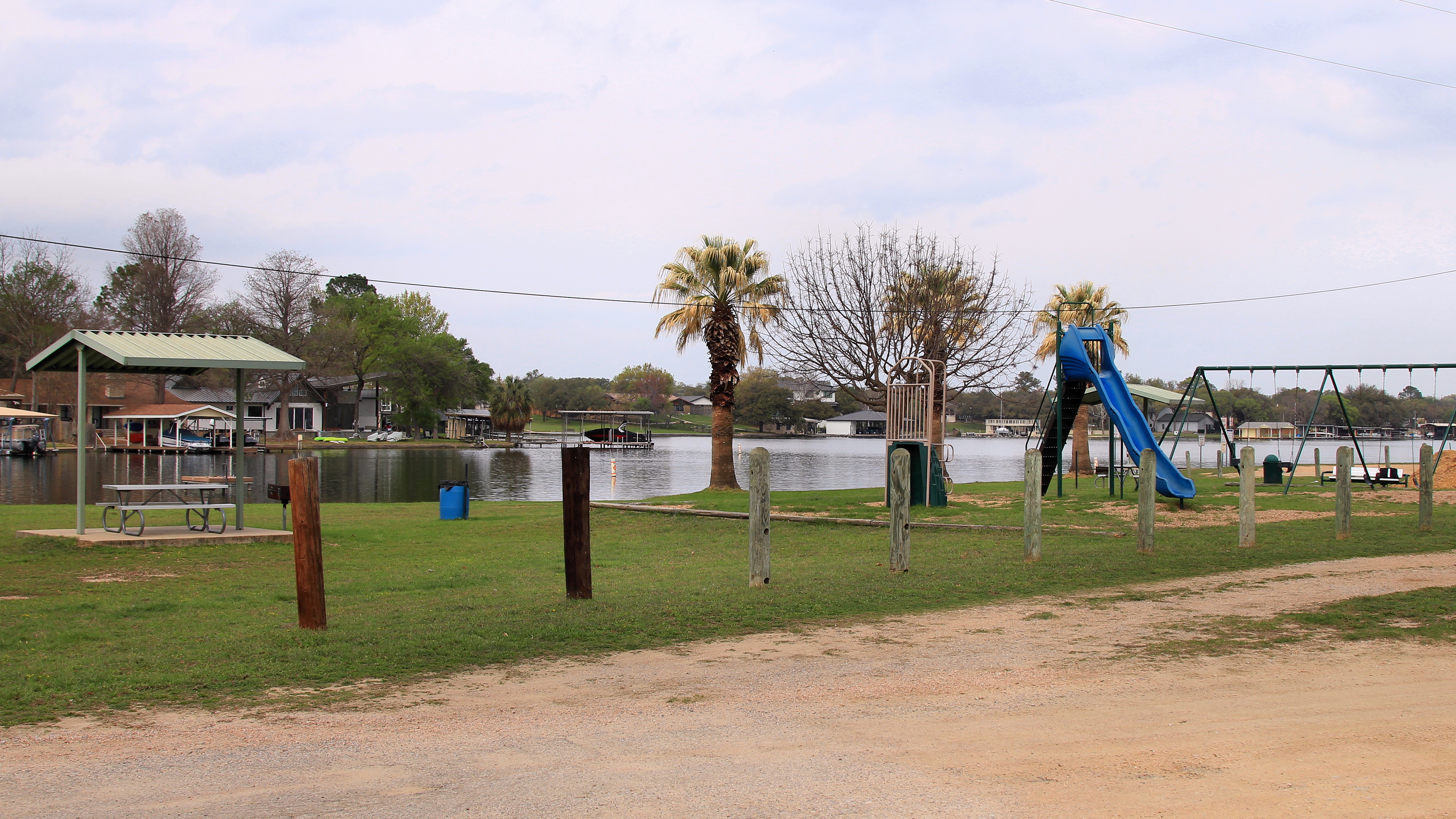
Park w Granite Shoals

Piramida wieku hrabstwa

Hrabstwo Burnet – hrabstwo położone w USA, w centralnej części stanu Teksas. Hrabstwo wydzielono w 1852 r. z hrabstw Travis, Williamson i Gillespie, natomiast utworzono w 1854 roku. Siedzibą władz hrabstwa jest miasto Burnet, a największym miastem Meadowlakes. Nazwę nadano na cześć Davida G. Burneta, pierwszego prezydenta Republiki Teksasu.
Na terenie hrabstwa znajduje się Park Stanowy Ink Lake.

## Miasta
- Bertram
- Burnet
- Cottonwood Shores
- Granite Shoals
- Highland Haven
- Horseshoe Bay
- Marble Falls
- Meadowlakes

## Sąsiednie hrabstwa
- Hrabstwo Lampasas (północ)
- Hrabstwo Bell (północny wschód)
- Hrabstwo Williamson (wschód)
- Hrabstwo Travis (południowy wschód)
- Hrabstwo Blanco (południe)
- Hrabstwo Llano (zachód)
- Hrabstwo San Saba (północny zachód)

## Główne drogi
Przez hrabstwo przechodzą dwie drogi krajowe:
- U.S. Route 183
- U.S. Route 281